# Yonca Lodi
Cavidan Yonca Lodi (* 17. September 1974 in Istanbul), auch bekannt unter dem Künstlernamen Yonca Lodi, ist eine türkische Popmusikerin.

## Leben
Yonca Lodi wuchs im Stadtteil Beşiktaş auf und beteiligte sich in der Schulzeit im Schulorchester. Noch während der letzten Schulklassen nahm sie Lektionen am Çağdaş Music Center. Zwei Jahre erhielt sie an der Staatsoper Istanbul Gesangsunterricht bei Solisten. Sie wurde dann an der Mimar Sinan Universität zur Opernsängerin ausgebildet. 1993 war Lodi Mitgründerin einer Band. 1996 unterzeichnete sie einen Plattenvertrag bei Sony Music. 1999 erschien ihr erstes eigenes Album. Seitdem hat sie mit Songs wie Sana Bir Şey Olmasın, Düştüysek Kalkarız oder 12 Ay auf sich aufmerksam gemacht. Von 2002 bis 2006 nahm sie eine musikalische Pause.
Sie hat zudem mit türkischen Künstlern wie Yavuz Bingöl oder Ozan Doğulu zusammengearbeitet. Von 1997 bis 2009 war sie mit Alphan Lodi verheiratet.

## Diskografie

### Alben
- 1999: Yonca Lodi
- 2001: Aşkta ve Ayrılıkta
- 2007: Yolumu Bulurum
- 2010: Milat
- 2014: 12 Ay
- 2018: Fazla Aşk

### Singles
| - 1999: Sana Bir Şey Olmasın - 1999: İnadım İnat - 1999: Fal - 1999: Firtina - 1999: Budur Abi (mit Mustafa Uğurlu) - 2001: Anlatma - 2001: Çözemedin - 2007: Hıçkırmalısın - 2007: Aldım Başımı Gidiyorum - 2007: Saklanma - 2008: Sende Yaram Var - 2008: Yeter - 2008: Emanet - 2010: Düştüysek Kalkarız - 2011: Milat - 2011: Tenden Tene - 2012: Ton Farkı - 2013: Edebiyat | - 2013: Hala Koynumda Resmin - 2013: Deli Efe (mit Murat Yeter) - 2014: Yadigar - 2014: 12 Ay - 2014: Hazine - 2014: Hain - 2014: Hangisine Yanayım (mit Ozan Doğulu) - 2014: Gözlerinin Hapsindeyim - 2015: Sonsuza Kadar (mit Özhan Eren) - 2016: Özlüyorum (Original: Nikos Vertis – An Eisai Ena Asteri) - 2016: Sus Söyleme - 2017: Mühür - 2018: Beşinci Mevsim (mit Murat Güneş) - 2019: Sevişmeler Hariç - 2019: Gitme Sakın - 2021: Huzurun Rengi - 2022: Yelkovan (mit Zeki Güner) - 2024: Hepsi Sen (mit Mert Aydın) |

Quelle:

### Gastauftritte
- 2000: Yalnız Şarkı (von Yavuz Bingöl – Hintergrundstimme)
- 2000: Aşar Gidersin (von Yavuz Bingöl – Hintergrundstimme)